# Лубёнки
Лубёнки — деревня в Можайском районе Московской области в составе сельского поселения Горетовское. Численность постоянного населения по Всероссийской переписи 2010 года — 15 человек, в деревне числятся 5 улиц и 1 тупик. До 2006 года Лубёнки входили в состав Глазовского сельского округа.
Деревня расположена на севере центральной части района, примерно в 22 км к северо-западу от Можайска, на восточном берегу Можайского водохранилища, высота центра над уровнем моря 190 м. Ближайшие населённые пункты в 1 км — Горки на северо-запад, Глазово на юго-восток и Крылатки на противоположном берегу водохранилища. У деревни проходит региональная автодорога 46Н-05488 Тетерино — Поречье.